# Maximilian Kolbe
Maximilian Kolbe, född Rajmund Kolbe 7 januari 1894 i Zduńska Wola, död 14 augusti 1941 i Auschwitz, var en polsk präst, franciskanmunk och martyr. Han vördas som helgon inom Romersk-katolska kyrkan med minnesdag den 14 augusti.

## Biografi
År 1917 grundade Kolbe Militia Immaculatae för missionsarbete i bland annat Asien. Året därpå prästvigdes han och celebrerade den 29 april 1918 sin prima missa i kyrkan Sant'Andrea delle Fratte i Rom. Från 1930 till 1936 bedrev han mission i bland annat Japan och Indien.
Kolbe greps av Gestapo i februari 1941 för att ha gömt judar och internerades i fängelset Pawiak i Warszawa; i maj samma år deporterades han till Auschwitz, där han fick fångnummer 16670. Under sommaren hade en fånge lyckats fly och kommendanten beordrade då att tio interner skulle dö svältdöden som straff. En av de tio utvalda, Franciszek Gajowniczek, skrek i högan sky: ”Hur skall det gå för min fru och mina barn? Nu får jag aldrig se dem mer”. Kolbe erbjöd sig då att ta Gajowniczeks plats, vilket han också fick. 
De tio dödsdömda fångarna placerades i en källare med jordgolv. Kolbe sjöng psalmer för de andra, uppmuntrade dem och bad tillsammans med dem. Efter två veckor var bara Kolbe och tre medfångar kvar i livet; de dödades då med en giftinjektion.
Franciszek Gajowniczek (1901–1995) överlevde Auschwitz. Efter kriget när han blev fri och återvände hem fann han sin hustru, men hans två söner hade dödats i en sovjetisk flygattack. Gajowniczek gjorde det därefter till sin livsuppgift att sprida information om Kolbes martyrium och verksamhet i lägret. När Maximilian Kolbe helgonförklarades av påven Johannes Paulus II på Petersplatsen den 10 oktober 1982, var Franciszek Gajowniczek närvarande. 
År 1994 komponerade Wojciech Kilar ett requiem tillägnat den helige Maximilian Kolbe.

## Bilder
| - Byst föreställande den helige Maximilian Kolbe i kyrkan Sant'Andrea delle Fratte i Rom. - Maximilian Kolbes cell i Auschwitz. |